# Paolo Nicolai
Paolo Nicolai (* 6. August 1988 in Ortona, Abruzzen) ist ein italienischer Beachvolleyballspieler. Er wurde 2014, 2016 und 2017 Europameister und gewann 2016 die olympische Silbermedaille.

## Karriere
Nicolai nahm 2006 mit Filippo Belcecchi an der U21-Weltmeisterschaft in Mysłowice teil und belegte den 29. Platz. Wenig später erreichte er mit Francesco Giontella das Finale der U19-WM in Bermuda, das die Deutschen Erdmann/Klass für sich entschieden. 2007 wurden Nicolai/Giontella in Modena mit einem Sieg gegen Gavira/Fernandez U21-Weltmeister. Diesen Titel verteidigten sie im folgenden Jahr in Brighton gegen Brouwer/Varenhorst. Zwischen diesen beiden Erfolgen gaben sie beim Open-Turnier in Roseto degli Abruzzi ihr Debüt auf der FIVB World Tour und spielten in Klagenfurt auch ihren ersten Grand Slam.
2009 bildete Nicolai ein neues Duo mit Matteo Varnier. Nach einem 13. Platz beim Masters in Gran Canaria wurden Nicolai/Varnier Fünfte bei den Rom Open und kamen damit erstmals auf der World Tour in die Top Ten. Das gleiche Ergebnis gelang ihnen beim Masters in Berlin. Bei der WM in Stavanger kamen sie als Gruppenzweiter in die erste Hauptrunde und unterlagen dort den Kanadiern VanHuizen/Redmann. Die Open-Turniere in Åland und Den Haag spielte Nicolai mit Matteo Ingrosso und belegte dabei die Plätze neun und dreizehn. Bei der Europameisterschaft in Sotschi schieden Nicolai/Varnier als Gruppendritte bereits nach der Vorrunde aus und beendeten das Turnier auf dem neunten Rang. Außerdem wurden sie in diesem Jahr italienischer Meister.
Die ersten drei Turniere der World Tour 2010 beendeten Nicolai/Varnier jeweils auf dem 17. Platz. Da Varnier anschließend gesundheitliche Probleme hatte, spielte Nicolai im weiteren Verlauf der Saison mit verschiedenen Partnern. Zunächst trat er in Moskau und Prag wieder mit Matteo Ingrosso an. Beim Grand Slam in Gstaad und den Marseille Open belegte er mit Gianluca Casadei den 25. Platz. In Kristiansand war Matteo Martino sein Mitspieler. Bei der U23-Europameisterschaft in Kos wurde er mit Paolo Ingrosso Dritter. Im nächsten Jahr bestritt er auf der World Tour 2011 zunächst zwei Open-Turniere mit Daniele Lupo. Dabei wurde er Siebter in Brasília und schied in Prag früh aus. Ab dem Grand Slam in Peking spielte Nicolai wieder mit Martino. Bei der WM in Rom gelangten Nicolai/Martino als Gruppendritte mit einem Sieg gegen Nummerdor/Schuil ins Achtelfinale; dort mussten sie sich nach drei Sätzen den Spaniern Herrera/Gavira geschlagen geben. Nach der WM spielten sie noch drei Grand Slams, bevor Nicolai wieder ein Duo mit Lupo bildete.
In Stare Jabłonki und Klagenfurt wurden Nicolai/Lupo jeweils Neunte. Bei der EM in Kristiansand gewannen sie in der Vorrunde nur einen Satz und schieden als Gruppenletzte vorzeitig aus. Auf der World Tour blieben sie als Siebte in Åland und Fünfte in Den Haag hingegen in den Top Ten. Zu Beginn der Saison 2012 wurden sie Vierte in Mysłowice und Neunte in Shanghai, bevor sie in Peking erstmals ein Finale erreichten; sie unterlagen Nummerdor/Schuil. Weitere vordere Platzierungen schafften sie als Dritte in Gstaad und Neunte in Klagenfurt. Über die Olympiarangliste qualifizierten sie sich für die Olympischen Spiele in London. Dort gelangten sie über die Playoffs der Gruppendritten ins Achtelfinale, das sie gegen das US-Duo Rogers/Dalhausser gewannen. Im Viertelfinale unterlagen sie Nummerdor/Schuil und wurden somit Fünfte. Gleich im ersten Turnier der World Tour 2013 kamen Nicolai/Lupo ins Finale, das sie gegen Dalhausser und Sean Rosenthal verloren. Nach einem neunten Rang in Shanghai wurden sie Dritte in Corrientes und in Rom erneut Neunte.
WM in Stare Jabłonki gewannen sie ihre Vorrundengruppe und das erste K.-o.-Spiel, bevor sie im Achtelfinale gegen Herrera/Gavira ausschieden. Auf der Tour wurden sie Dritte in Long Beach und Xiamen, Vierte des Klagenfurt Masters und einige Male Neunte.
Die ersten beiden Turniere der Saison 2014 in Fuzhou und Shanghai gewannen sie gegen Alison/Bruno und Samoilovs/Šmēdiņš. Bei der EM in Quartu Sant’Elena gewannen sie ihre Vorrundengruppe und kamen ohne weiteren Satzverlust ins Endspiel. Dort trafen sie wie in Shanghai auf das lettische Duo und wurden mit einem Tiebreak-Sieg Europameister. Beim anschließenden Grand Slam in Moskau belegten sie den vierten Rang. Ein weiteres Finale erreichten sie bei ihrem letzten FIVB-Turnier des Jahres in Klagenfurt gegen Alison/Bruno. In die World Tour 2015 starteten sie mit drei neunten Plätzen. Bei der WM in den Niederlanden unterlagen sie als Gruppenzweite im ersten K.-o.-Spiel den Russen Semjonow / Krassilnikow. Danach wurden sie Fünfte des Gstaad Major und Neunte in Yokohama. Bei der EM in Klagenfurt wurden die Titelverteidiger im Achtelfinale von ihren Landsleuten Ranghieri/Carambula entthront. Später wurden Nicolai/Lupo Dritte der Sotschi Open und Vierte beim CEV-Masters in Mailand. Sie beendeten die Saison mit einem fünften Platz beim World Tour Final in Fort Lauderdale.
Ihr erstes Finale der World Tour 2016 verloren sie in Vitória gegen Alison/Bruno. In Doha wurden sie Fünfte und bei den Fuzhou Open standen sie wieder im Endspiel, diesmal gegen Dalhausser/Lucena. Danach gewannen sie die Sotschi Open gegen Semjonow/Krassilnikow. In Moskau wurden sie Fünfte. Bei der EM in Biel/Bienne gewannen sie trotz einer Niederlage gegen die Deutschen Böckermann/Flüggen ihre Vorrundengruppe. Mit drei Siegen in der K.-o.-Runde kamen sie ins Finale und wurden gegen Semjonow/Krassilnikow zum zweiten Mal Europameister. Sie qualifizierten sich über die Olympiarangliste für die Olympischen Spiele in Rio de Janeiro. Wie vier Jahre zuvor erreichten sie über das Lucky-Loser-Spiel die K.-o.-Phase. Das italienische Duell gegen Carambula/Ranghieri gewannen sie ebenso wie das Viertel- und Halbfinale gegen das russische Duo Ljamin/Barsuk und ihre Konkurrenten aus dem EM-Finale. Im olympischen Endspiel mussten sie sich Alison/Bruno geschlagen geben und gewannen somit die Silbermedaille.
Höhepunkte der Saison 2017 waren für Nicolai/Lupo der zweite Platz beim 5-Sterne-Turnier in Poreč, der erneute Gewinn der Europameisterschaft in Jūrmala sowie der dritte Platz beim World Tour Finale in Hamburg. Bei der WM in Wien schieden sie allerdings schon in der ersten Hauptrunde aus. Herausragend bei der World Tour 2018 waren die 5-Sterne-Turniere in Fort Lauderdale (Platz zwei) und in Gstaad (Platz drei), während man bei der EM in den Niederlanden bereits in der ersten Hauptrunde ausschied. 2019 erreichten die beiden Italiener sowohl bei der EM in Moskau als auch bei der WM in Hamburg den fünften Platz. Bei der Europameisterschaft 2020 in Jūrmala wurden sie Dritte. Nicolai/Lupo qualifizierten sich auch für die Olympischen Spiele 2020 in Tokio (ausgetragen 2021) und erreichten dort ebenfalls einen fünften Platz. Bei ihrem letzten gemeinsamen Turnier, dem World Tour Finale 2021 in Cagliari, wurden Nicolai/Lupo Vierte.
Seit Anfang 2022 spielt Nicolai mit Samuele Cottafava. Im Juni 2022 gewannen sie auf der World Beach Pro Tour das Elite16-Turnier in Jūrmala, Lettland. Anschließend wurden sie Neunte bei der Beachvolleyball-Weltmeisterschaft in der Hauptstadt ihres Heimatlandes. Den gleichen Rang erreichten Cottafava und Nicolai bei der Beach-EM in München. Nach klaren Zweisatzsiegen in den Poolspielen über Jakub Sepka / Tomas Semerad sowie über Mart van Werkhoven und Steven van de Velde trafen die italienischen Athleten im Achtelfinale auf die späteren Europameister David Åhman und Jonatan Hellvig und unterlagen den Schweden in drei Sätzen. Beim World Beach Pro Tour Finale in Doha belegten sie den dritten Platz.
Auch bei der World Beach Pro Tour 2023 waren Cottafava/Nicolai aktiv, mit unterschiedlichen Erfolgen. Bei der Europameisterschaft 2023 in Wien unterlagen sie im Spiel um Platz drei gegen die Ukrainer Serhij Popow und Eduard Resnik. Bei den Elite16-Turnieren in Hamburg und in João Pessoa standen Cottafava/Nicolai im Finale, das sie jeweils gegen die Schweden Åhman/Hellvig verloren. Bei der Weltmeisterschaft in Tlaxcala erreichten sie den neunten Platz. Das World Beach Pro Tour Finale in Doha beendeten die beiden auf dem geteilten fünften Rang. 
In der folgenden Saison 2024 gelangen ihnen Viertelfinalteilnahmen bei den Elite16–Events in Doha und Ostrava sowie der Einzug in die Vorschlussrunde in Gstaad. Bei den Olympischen Spielen in Paris wurden sie Gruppenzweite, verloren jedoch in der ersten Hauptrunde gegen Partain / Benesh und belegten so den geteilten neunten Rang. Sowohl bei den Europameisterschaften als auch beim Elite16 in Hamburg standen die Italiener im Halbfinale. Mit dem World Beach Pro Tour Finale in Doha im Dezember beendet Nicolai seine aktive sportliche Karriere. 
Ab 2025 wird er technischer Direktor Männer der italienischen Nationalmannschaften und strebt die Qualifikationen für die Olympischen Spiele in Los Angeles an.